# Myrmecia inquilina
Myrmecia inquilina (лат.) — вид муравьёв из рода муравьёв-бульдогов (Myrmecia) подсемейства Myrmeciinae. Эндемик Австралии. Социальный паразит, не имеющий касты рабочих; известны два вида его хозяев — Myrmecia nigriceps и Myrmecia vindex. Среди примитивных муравьёв Myrmecia inquilina стал первым описанным паразитическим видом.
Из-за ограниченного распространения и угроз для среды обитания M. inquilina считается «уязвимым» и включён в Красный список угрожаемых видов МСОП.

## Распространение
Ареал вида ограничен юго-западом Западной Австралии; голотип собран в 225 километрах (140 милях) от Перта. M. inquilina встречается в колониях муравьёв Myrmecia nigriceps и Myrmecia vindex, найденных в почве, под брёвнами и плоскими камнями в лесу. Обычно они встречаются в обнажениях гранита, а также на территориях лесных массивов, состоящих из таких деревьев, как Corymbia calophylla, Acacia acuminata и Allocasuarina sp. (возможно, Allocasuarina huegeliana). Типовая местность находилась на территории, расчищенной для сельскохозяйственных целей, но некоторые области всё ещё были покрыты лесом и там было много поваленных больших деревьев.

## История открытия, таксономия и этимология

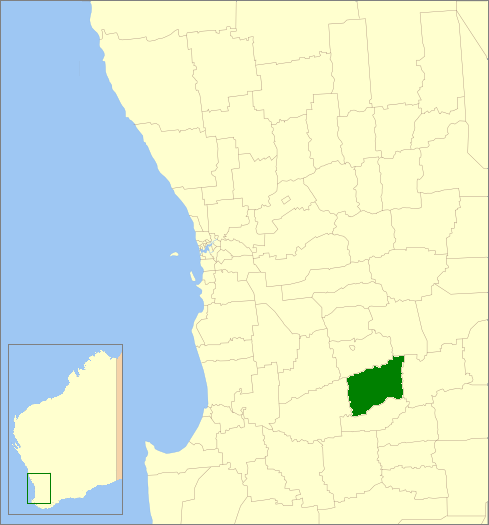
Расположение места обнаружения типовых экземпляров (Wagin)

До открытия M. inquilina учёные полагали, что паразитические виды муравьёв встречаются только в подсемействах Dolichoderinae, Formicinae и Myrmicinae, в примитивных же подсемействах муравьёв-паразитов нет. Многие авторы считали, что пути эволюционного развития примитивных муравьёв не могут привести к возникновению паразитических видов, однако открытие M. inquilina опровергло такую точку зрения; сейчас считается, что паразитические виды возможны для представителей подсемейства Ponerinae и некоторых кочевых муравьёв. Американский мирмеколог Уильям Браун (Brown William L. Jr., 1922—1997) собрал первые экземпляры нового вида в 1955 году с крупных поваленных деревьев в Западной Австралии, а в 1956 году он был объявлен предположительно первым паразитическим муравьём среди примитивных подсемейств. В 1959 году австралийский натуралист Атол Дуглас (Athol Douglas) и Уильям Браун на основании морфологических отличий представили первое описание этого муравья в их статье в международном журнале «Insectes Sociaux». Его специфический эпитет inquilina происходит от латинского слова inquilinus, что означает «пришелец, жилец» (инквилинизм). Это название указывает на паразитическую природу вида, живущего внутри колонии в качестве «гостя» другого вида.
Браун обнаружил голотип самки в муравейнике Myrmecia vindex 23 марта 1955 года к северо-западу от Wagin у скал Баджаннинг, Западная Австралия. В настоящее время экземпляр находится в Музее Западной Австралии в Перте. Две паратипа бескрылых самок также были собраны вместе с голотипом, очень похожими друг на друга, за исключением нижних челюстей и окраски. Размеры зубцов жвал различаются у всех трёх, и один из паратипов темнее голотипа. В 1991 году в журнале Systematic Entomology был опубликован обзор видовых групп Myrmecia, где М. inquilina отнесли к видовой группе M. gulosa. Всего через месяц, в ревизии рода, опубликованной в журнале Journal of Natural History, вид также был помещён в группу M. gulosa, однако в определительную таблицу включён не был из-за отсутствия у вида касты рабочих, особенности которой лежат в основе классификации видовых групп.

## Описание
M. inquilina — крупный вид муравьёв (хотя он и меньше своего хозяина). Голова и брюшко чёрные, остальные части тела и клипеус — красно-коричневые. Длина тела муравья составляет 21—24 мм, голова, включая клипеус, составляет 2,9 мм, скапус усика — 3,5 мм, а диаметр глаз равен 1,25 мм. Мандибулы узкие, с четырьмя или пятью зубцами острой формы. Усики морфологически похожи на  M. vindex , но по сравнению с ним меньше; узел петиоля также длиннее и шире. Постпетиоль субтреугольной формы и более узкий, чем у маток M. vindex. Клипеус, ноги и усики пунктированы мелкими точками, а постпетиоль и брюшко имеют меньше точек. M. inquilina можно отличить от других муравьёв отсутствием длинных мягких волосков; только маленькие прямостоячие щетинки встречаются в основном на мандибулах и брюшке, но короткие волоски можно найти на ногах, а также на груди. У муравьёв M. inquilina опушение (мягкие короткие волоски) более тонкое и обильное, чем у M. vindex. Опушение сероватого цвета, оно короче и более заметно на наличнике и ногах, на постпетиоле и брюшке.
Цвет головы и брюшка чёрные, переходящие в красновато-коричневый цвет на наличнике и вокруг лобных килей. Грудь, петиоль и ноги коричневато-красные (ноги в некоторых местах желтоватые). Усики и мандибулы коричневато-жёлтые, а зубцы с чёрными краями. В целом, M. inquilina можно отличить от других по чёрной голове и почти безволосому телу. По цвету он похож на M. nigriceps, но М. nigriceps крупнее и покрыт волосками, а голова более округлая, чем у других видов.
Пять самцов были собраны из гнезда M. vindex и предположительно являются M. inquilina, но сходство между двумя видами не может подтвердить, являются ли они самцами M. inquilina. Собранные самцы морфологически похожи на M. vindex, голова и брюшко темнее, а два экземпляра имеют красновато-коричневый цвет у основания первого сегмента брюшка, что не встречается у самцов M. vindex. Гениталии похожи, но при более подробном исследовании можно различить эти особенности репродуктивной системы у двух муравьёв.

## Биология
У M. inquilina нет касты рабочих, и он является социальным паразитом (инквилином) для колоний Myrmecia nigriceps и M. vindex. M. inquilina — полигинный вид: в колониях может находиться от двух до нескольких десятков маток. Некоторые самки M. inquilina являются эргатоидными муравьями, теряющими крылья после выхода в коконы. Паразитические матки M. inquilina заменяют весь расплод вида-хозяина своими собственными яйцами через несколько месяцев после проникновения в гнездо. Это происходит только в том случае, если матки M. inquilina съедают или уничтожают расплод, отложенный матками вида-хозяина; после этого рабочие вида-хозяина ухаживают за чужим выводком и защищают его от потенциальных захватчиков. Матки M. inquilina, как правило, располагаются рядом с маткой-хозяином и её расплодом в сопровождении рабочих муравьёв без какой-либо формы агрессии. Наблюдения показывают, что матки-паразиты питаются трофическими яйцами, отложенными рабочими.
Воздушное расселение этого вида важно, несмотря на его ограниченное распространение. Матки никогда не фуражируют и не покидают гнездо, если только они не находятся в состоянии голодания. Перед брачным полётом летом начинают появляться полностью развитые крылатые самки. Между 21 и 22 часами в январе самки и самцы начинают выходить из своего гнезда и спариваться. Наблюдения показывают, что крылатые самки и самцы забираются на такие объекты, как зажжённые люминесцентные лампы, и начинают летать через полчаса бега по субстрату. Когда матки ищут гнездо хозяина, фуражирующие рабочие M. vindex могут идентифицировать королеву M. inquilina и схватить её; такое поведение предполагает, что рабочие активно рекрутируют оплодотворенных маток для своего гнезда.

## Красная книга
M. inquilina — единственный вид в своём роде, занесенный в Красный список угрожаемых видов МСОП в статусе «уязвимый». Однако эти данные требуют обновления. Потеря среды обитания может быть причиной того, что этот муравей вскоре окажется под угрозой исчезновения. Дуглас и Браун отмечают, что использование инсектицидов, в том числе загрязнение дильдрином, применяемого для борьбы с аргентинскими инвазивными муравьями уничтожило многие гнёзда, в которых обитал M. inquilina. Пожары и выгорания также представляют угрозу для колоний, в которых обитает M. inquilina.